# Dorfkirche Neuheim (Jüterbog)

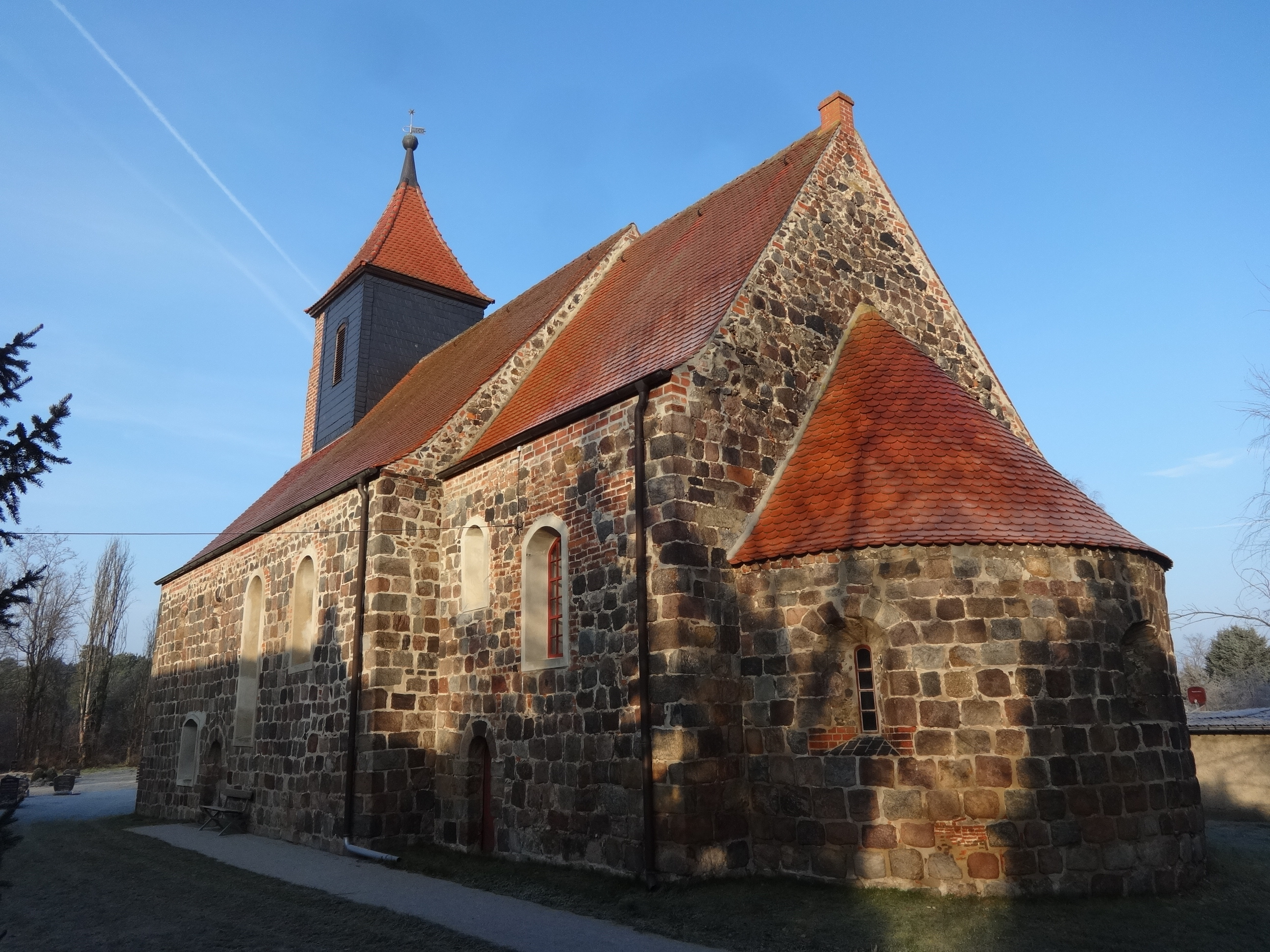
Dorfkirche Neuheim

Die evangelische Dorfkirche Neuheim ist eine Feldsteinkirche in Neuheim, einem Ortsteil von Jüterbog im Landkreis Teltow-Fläming in Brandenburg. Sie gehört zur Kirchengemeinde Jüterbog im Kirchenkreis Zossen-Fläming der Evangelischen Kirche Berlin-Brandenburg-schlesische Oberlausitz.

## Geschichte
Das genaue Baudatum des Sakralbaus ist nicht überliefert. Während die Stadt Jüterbog das 12. Jahrhundert angibt, legt das Dehio-Handbuch den Baubeginn in die erste Hälfte des 13. Jahrhunderts. Sie wurde im Dreißigjährigen Krieg zerstört und ab 1659 wiederaufgebaut. In den 1660/1670er Jahren errichtete die Kirchengemeinde den Westturm und stellte 1672 und 1673 das Altarretabel auf. Aus den Jahren 1702, 1703 sowie 1722 bis 1724 sind zum Teil umfangreiche Umbau- und Renovierungsarbeiten überliefert, bei denen die Emporen erweitert und Fenster vergrößert wurden. 1883 vergrößerten sie die westliche Empore nochmals, um Platz für eine Orgel zu schaffen. In der Zeit des Nationalsozialismus wurde das Militärareal um das Forst Zinna erweitert. Dabei wurde das Dorf im Jahr 1937 in den Schießplatz Jüterbog integriert; die Bewohner mussten ihre Häuser verlassen. Die Kirche verfiel und ein Großteil der ursprünglichen Ausstattung ging verloren. Nach dem Ende des Zweiten Weltkrieges wurde das Areal neu aufgeteilt und der Ort wurde wieder neu aufgebaut. Um 1963 stellten die Bewohner dabei auch wieder die Kirche her. Nach der Wende sanierte die Kirchengemeinde in den Jahren 1997 bis 1999 das Bauwerk. Es wird seit dieser Zeit als Feierhalle genutzt.

## Architektur

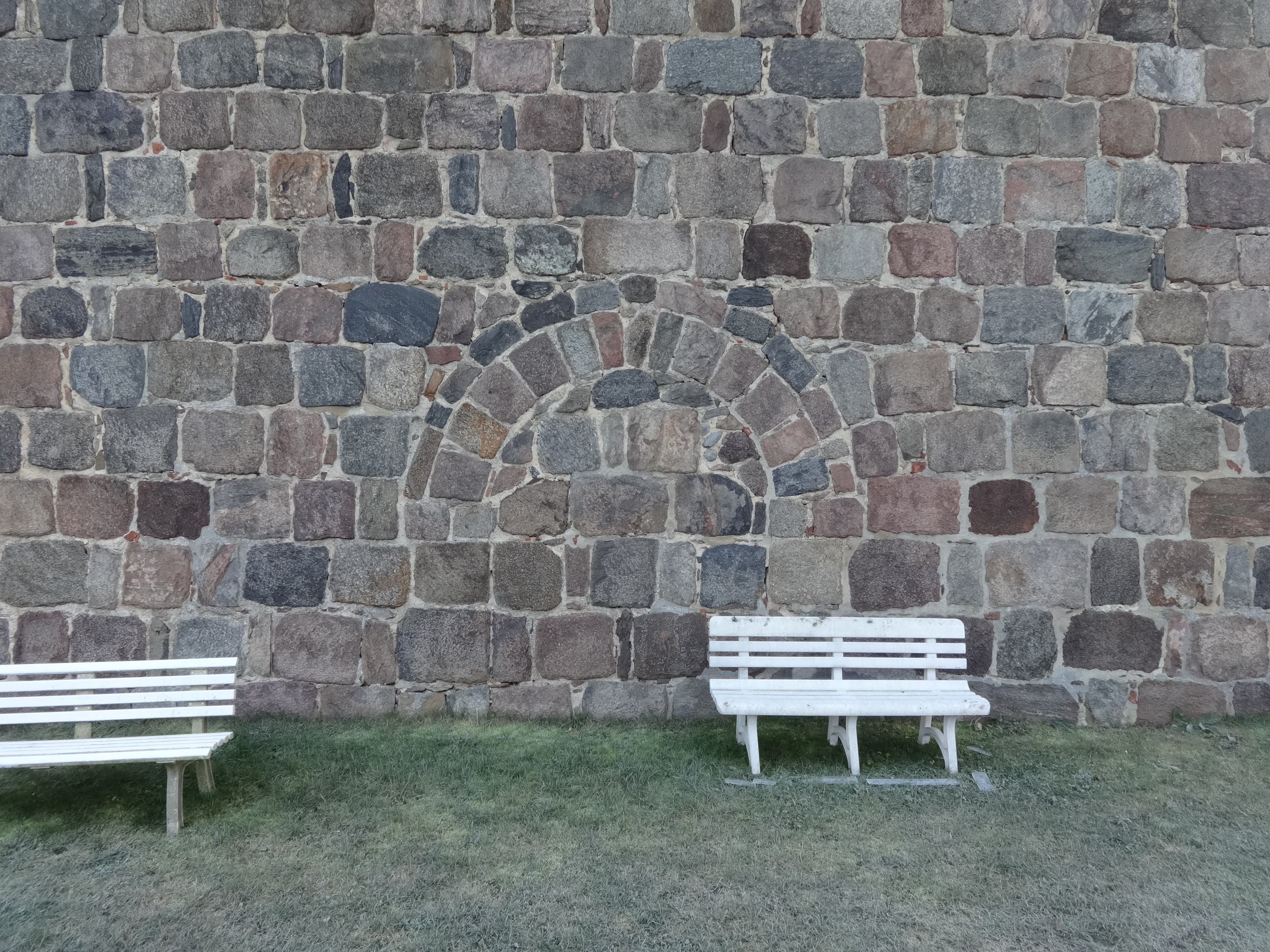
Zugesetztes Westportal

Das Bauwerk wurde aus Feldsteinen errichtet, die weitgehend behauen wurden und zum Teil lagig geschichtet wurden. Allerdings sind durch den Wiederaufbau und die Umbaumaßnahmen im 17. Jahrhundert zahlreiche Stellen erkennbar, in denen gespaltene Steine oder rötlicher Mauerstein verwendet wurde. An der nördlichen und südlichen Wand des Kirchenschiffs befinden sich im westlichen Teil zwei hoch gesetzte kleine, segmentbogenförmige Fenster, die aus der Zeit des Aufbaus nach dem Dreißigjährigen Krieg stammen dürften. Ihre Laibung wurde mit behauenen Feldsteinen errichtet. Rechts unterhalb dieser Fenster ist auf jeder Seite eine zugesetzte, gedrückt segmentbogenförmige Öffnung sowie eine Pforte, die an der Nordseite wiederum mit rötlichem Mauerstein und Feldsteinen zugesetzt ist. Im östlichen Bereich des Kirchenschiffs dominieren auf jeder Seite ein großes Fenster, das sich fast über die gesamte Höhe erstreckt, gefolgt von einem deutlich kleineren und höher gesetzten Fenster. Die Faschen dieser vier Öffnungen werden durch einen breiten und hellen Putz betont. Im eingezogenen und rechteckigen Chor befindet sich eine weitere Pforte, mit einem darüber liegenden Fenster, gefolgt von einer deutlich größeren Öffnung, an denen erhebliche Ausbesserungsarbeiten mit Mauerziegeln erkennbar sind. Die Wand des Kirchenschiffs am Übergang zum Chor wurde aus Feldsteinen errichtet, der Giebel aus Split und gespaltenen Steinen. Die niedrige und kreisrunde Apsis schließt das Bauwerk nach Osten hin ab. Die Feldsteine sind hier groß, behauen und vergleichsweise gut geschichtet, von den ursprünglichen drei Öffnungen ist die mittlere zugesetzt. Die östliche Wand des Chors wurde wiederum aus lagig geschichteten Feldsteinen errichtet, während der Giebel aus unbehauenen Steinen und Mauerstein besteht. Die Dachflächen sind mit rotem Biberschwanz gedeckt. Die westliche Wand des Kirchenschiffs wurde aus massiven Feldsteinen errichtet. Die ursprüngliche Pforte ist mit ebenso massiven Feldsteinen zugesetzt. Daran schließt sich die Giebelwand an, auf der keine Öffnungen erkennbar sind. Der schmale Turmaufsatz bestand ursprünglich aus Fachwerk. Seine westliche Seite ist durch Mauersteine ersetzt worden, die verbleibenden Wände mit schwarzem Schiefer verkleidet. An der Nord- und Südseite ist eine Klangarkade zu erkennen. Darüber schließt der Aufsatz mit einem Pyramidendach mit Turmkugel, Wetterfahne und einem Stern ab.

## Ausstattung

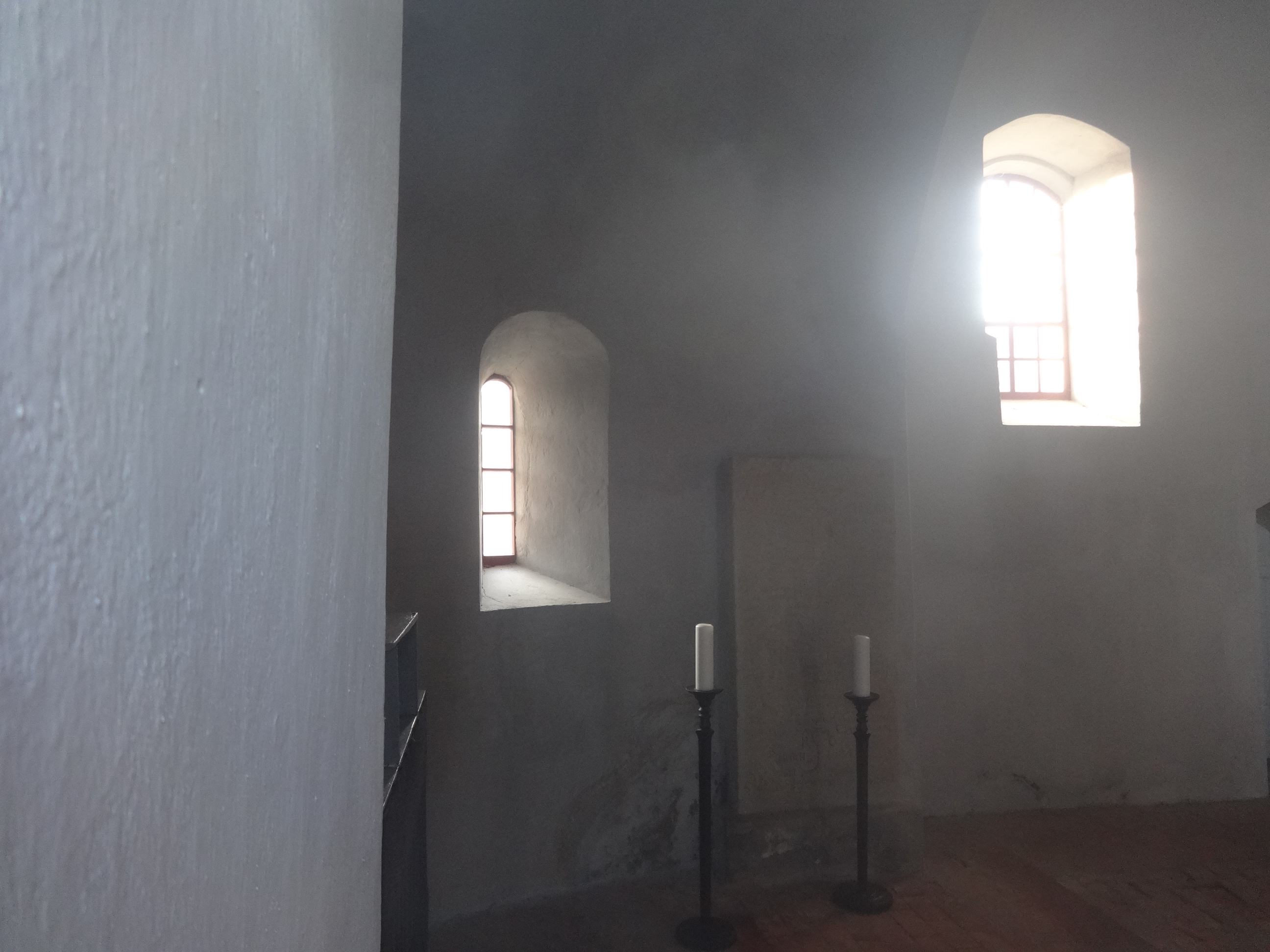
Epitaph im Chor

Die Ausstattung nach dem Dreißigjährigen Krieg ging im Zweiten Weltkrieg verloren. Im Westen und Süden des im Innern flach gedeckten Bauwerks befinden sich zwei hölzerne Emporen. Im Chor stehen zwei Epitaphe. Das eine erinnert an den Pastor Wolfgang Schmidt, der 1663 starb und sich für den Wiederaufbau der Kirche einsetzte; das andere an Johann Friedrich Ulrich mit Ehefrau (gestorben 1737).